# 587 a.C.

## Eventos
- Nabucodonosor II, conquista a cidade de Jerusalém no seu 19.º ano de reinado. É destruída a cidade e seu Templo, pondo assim fim ao Reino de Judá. Os judeus são deportados em massa para Babilónia. Gedalias, Governador de Judá, é assassinado em Mispá. Um pequeno restante dos judeus fogem para o Egipto, deixando a terra de Judá sem habitantes.[Nota 1][1]